# دهستان گرماب

موقعیت دهستان گرماب در شهرستان ساری. روستای شویلاشت در میانهٔ دهستان گرماب

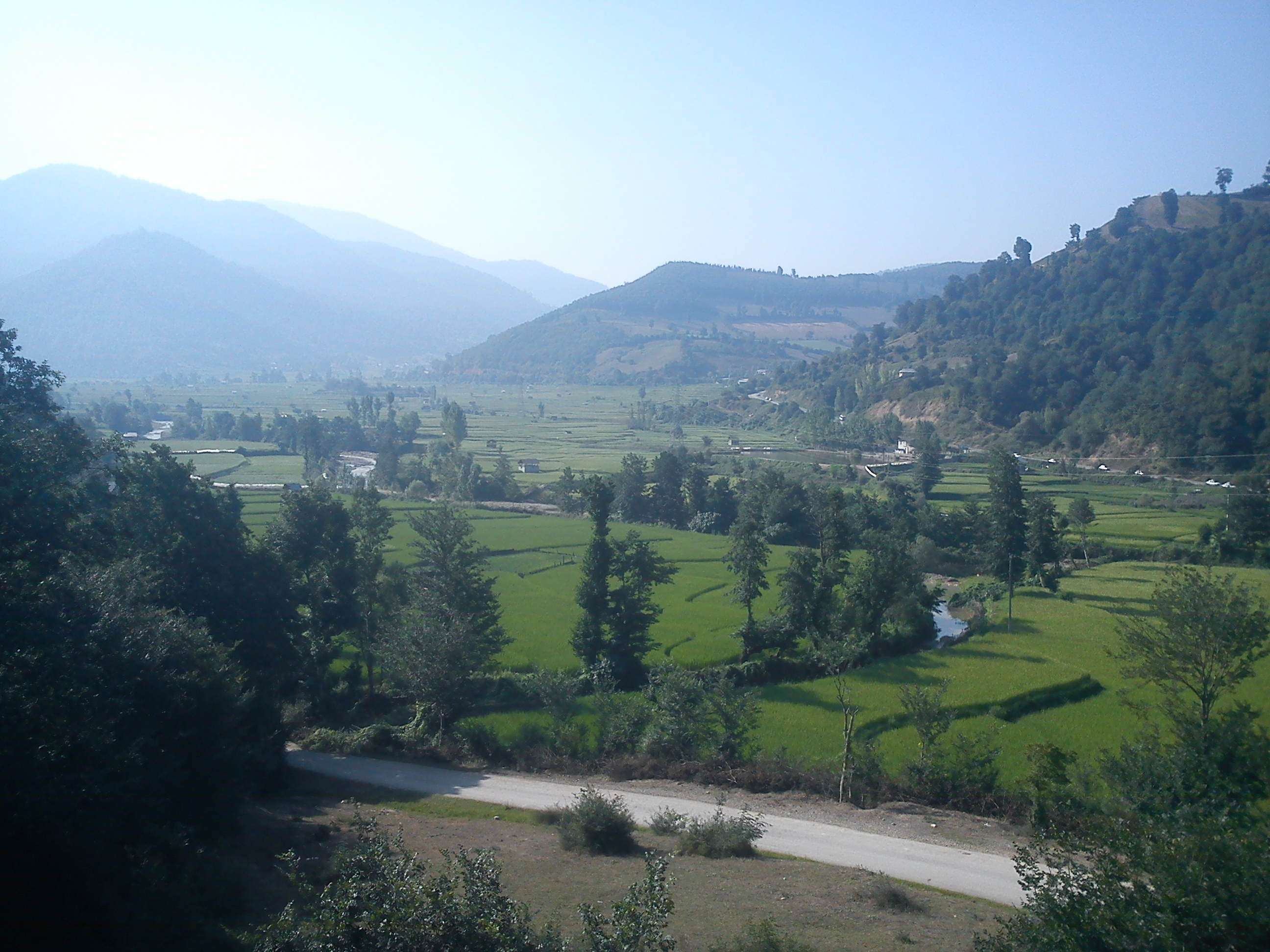
جادهٔ ساری-سمنان. شالیزارهای پیرامون پل گرماب

دهستان گرماب، دهستانی است از توابع بخش چهاردانگه شهرستان ساری در استان مازندران.
جمعیت این دهستان بر اساس سرشماری سال ۱۳۹۵ در حدود (۱٬۹۷۱ خانوار) ۵٬۸۰۴ نفر است.